# K.Gowdagere, Mandya
K.Gowdagere là một làng thuộc tehsil Mandya, huyện Mandya, bang Karnataka, Ấn Độ.